# Norrtälje stadshotell

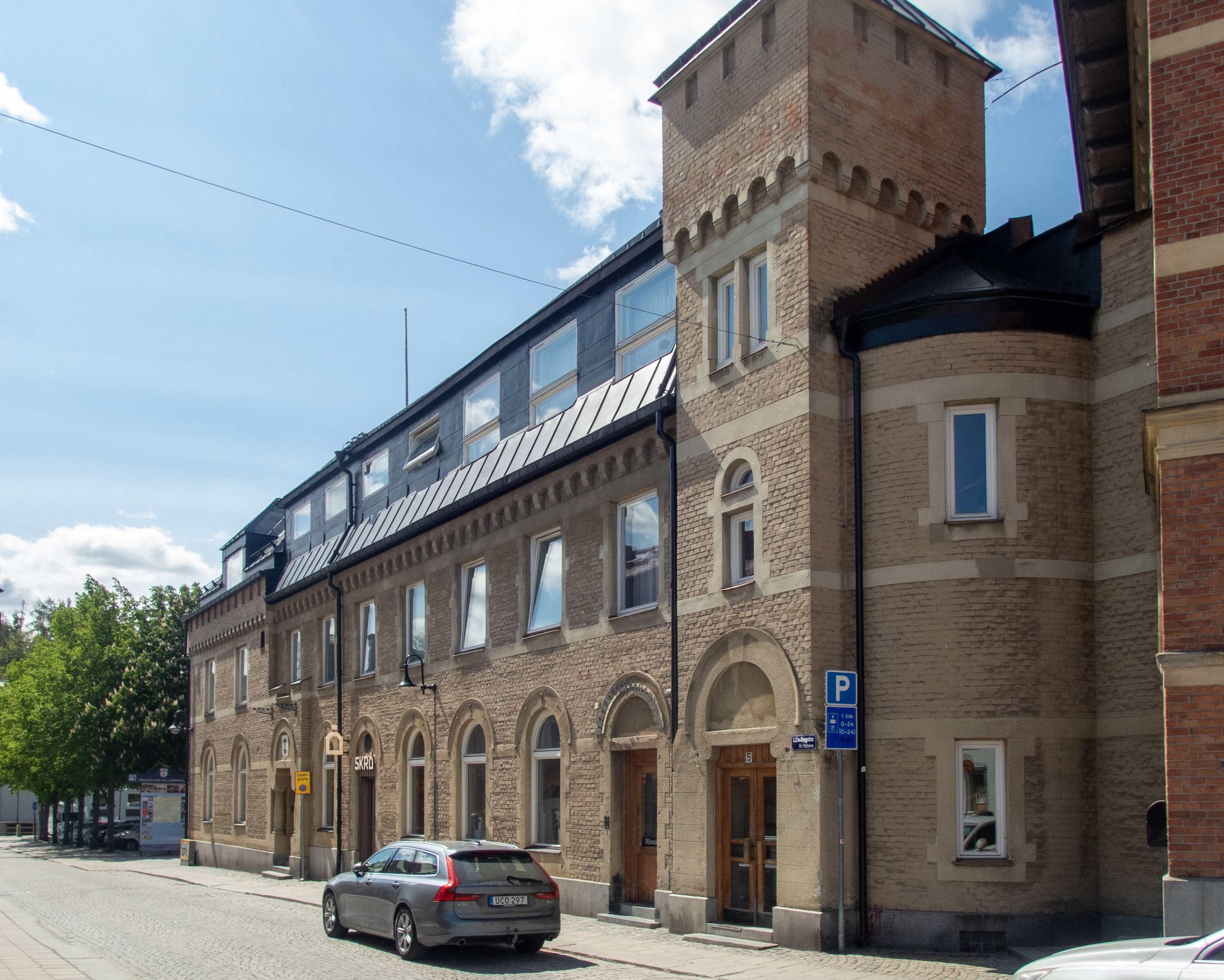
Rådhusbyggnaden

Stadshotellet är en historisk byggnad vid Lilla Brogatan i Norrtälje.
Byggnaden uppfördes 1891 som "Nya-Stadshotellet" tillsammans med en intilliggande rådhusbyggnad i samband med att stadens administrativa och representativa behov växte, och det tidigare rådhuset vid Stora torget blivit otillräckligt. Byggnadskomplexet ritades av arkitekten Ludvig Peterson. Medan hotelldelen uppfördes i nyrenässans, gestaltades rådhusdelen  i romansk stil, i enlighet med den tidens stilideal.
Projektets totalkostnad uppgick till 132 975 kronor och finansierades med medel donerade till staden 1868 av handelsmannen Erik Gustav Stenberg. I ett av trapphusen finns tak- och väggmålningar som skildrar stadens historia.
Byggnaden är idag i privat ägo och inrymmer bostäder, men den intilliggande Gustav II Adolfs park, som vetter mot ån, är fortfarande öppen för allmänheten.